# Ana Prada
Ana Inés Prada Montauban, conocida como Ana Prada (Paysandú, 1.° de mayo de 1971) es una cantautora, docente y psicóloga uruguaya.
Si bien comenzó siendo únicamente intérprete, a partir de 2006 comenzó a componer temas propios. Su música se inscribe dentro del folclore latinoamericano (principalmente rioplatense), con influencias de ritmos contemporáneos.

## Ámbito artístico

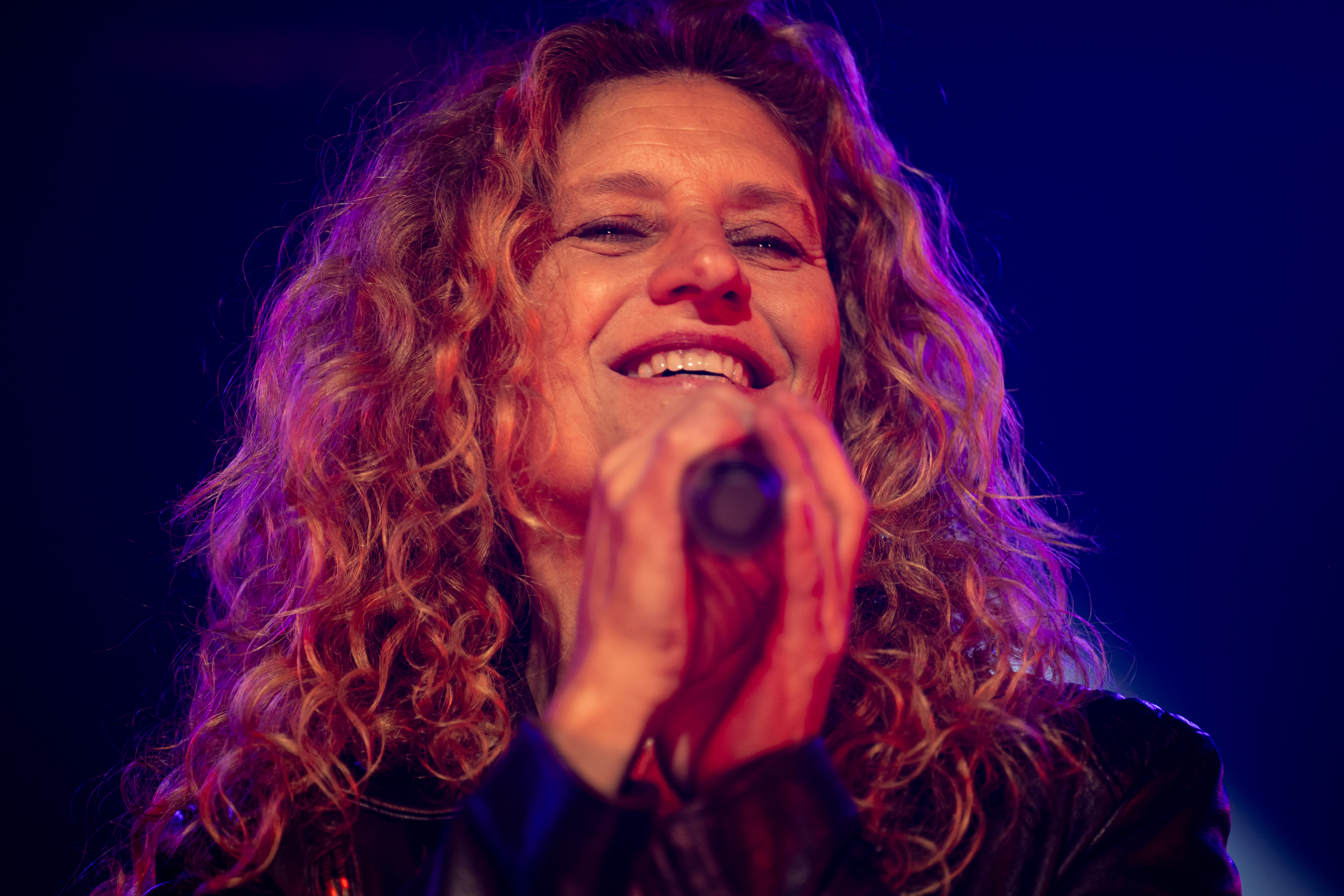
Ana Prada en 2025.

Aunque es oriunda de Paysandú, la mayor parte de su carrera solista se ha dado en Montevideo, donde reside desde los 18 años, cuando llegó para estudiar la carrera de Psicología.

### Actividad como integrante de grupos
Comienza su carrera como cantante en 1993, acompañando a su primo Daniel Drexler en el grupo La Caldera. Posteriormente integró los coros de Rubén Rada, Jorge Drexler (también su primo) y Edú Lombardo, entre otros.
A partir de 1998 (y hasta 2011) forma parte del cuarteto vocal La Otra, con el que grabó dos discos: La Otra (2001) y Dos (2005). Con este grupo participó en conciertos de artistas como Rubén Rada, Simply Red y Buena Vista Social Club.

### Carrera solista

#### Soy Sola
Su carrera solista comenzó cuando Carlos Casacuberta la escuchó cantar unas canciones propias en una reunión familiar. El productor la impulsó a escribir más canciones para grabar un disco. Su primer disco (producido por Casacuberta) vio la luz en 2006, con el nombre de Soy sola. Su música es una fusión del folclore rioplatense con ritmos contemporáneos que incluían pequeños ruidos electrónicos. Fue recibido con muy buenas críticas y trajo como consecuencia la nominación a varios premios: al Carlos Gardel en Argentina, como artista revelación en folklore, y a cuatro categorías en los Premios Graffiti en Uruguay. Trató en esta producción su relación con la depresión, dando referencias al norte uruguayo tanto con sus sonidos como al nombrar parte de su geografía.
| N° | Track (s)=sencillo      | Rep. Spotify |
| -- | ----------------------- | ------------ |
| 1  | Amargo de caña          | 575578       |
| 2  | Soy sola                | 188839       |
| 3  | Tentempié (s)           | 1762599      |
| 4  | Lo que viene después    | 148810       |
| 5  | La maleta               | 330764       |
| 6  | Tierra adentro          | 256571       |
| 7  | Dulzura distante        | 945243       |
| 8  | No me ves               | 161176       |
| 9  | Brillantina de agua     | 381047       |
| 10 | La red                  | 127581       |
| 11 | Cada mancha de tu cuero | 136027       |
| 12 | Pero no                 | 134769       |
| 13 | Un cuarto               | 124506       |
| 14 | Yo no tengo soledad     | 106412       |

#### Soy Pecadoray colaboraciones adyacentes

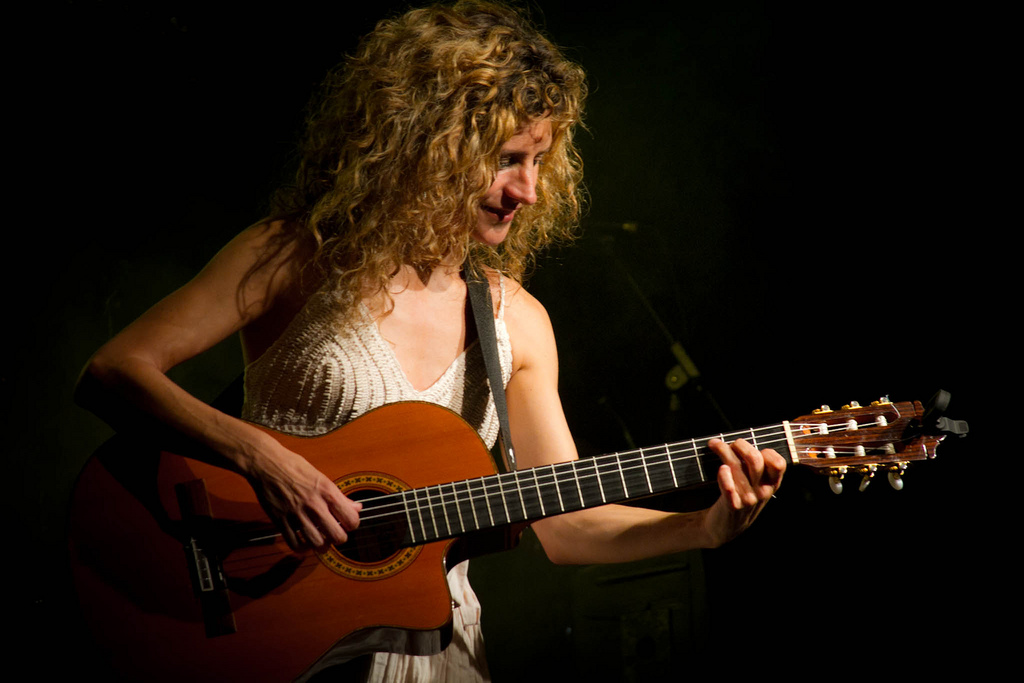
Ana Prada en 2011.

Su segundo disco, llamado Soy pecadora, se editó en 2009, siendo grabado en su totalidad en San Luis en el mes de junio de ese año. Tiene mayor influencia de la música pop que el primero. A pesar de la sorpresa de su público habitual, fue un éxito tanto en críticas de especialistas como en el público en general, lo cual sumó una muy buena valoración. Su cover de "Mandolín" (original por Gustavo Pena), es su canción más escuchada en Spotify con más de cuatro millones de reproducciones.
| N°    | Track (s)=sencillo  | Rep. Spotify |
| ----- | ------------------- | ------------ |
| 1     | Soy pecadora (s)    | 1866949      |
| 2     | Me quiere sonar     | 635424       |
| 3     | Mientras tanto      | 803330       |
| 4     | Adiós (s)           | 606378       |
| 5     | Hojas de tilo       | 817272       |
| 6     | Camalotes sueltos   | 450126       |
| 7     | Tres llaves         | 205667       |
| 8     | Tu vestido (s)      | 3514385      |
| 9     | Violeta             | 229189       |
| 10    | Como hace el tero   | 201826       |
| 11    | Juveniles bríos     | 197965       |
| 12    | Salud por mí        | 169359       |
| 13    | Da buena suerte (s) | 222835       |
| Bonus |                     |              |
| 14    | Mandolín            | 4129392      |
| 15    | Sal y agua          | 349568       |

Este título fue su producción más exitosa, pasando las 14 millones de reproducciones.
En los años siguientes colaboró, tanto en conciertos como en grabaciones, con varios artistas: Fernando Cabrera, Jorge Drexler, León Gieco, Teresa Parodi, Liliana Herrero, Lisandro Aristimuño, Kevin Johansen y El Cuarteto de Nos, entre otros.
En 2011 editó junto a la cantante española QUEYI el disco Queremos un carril bici, pensado principalmente para niños, con un mensaje ecológico. Fue grabado en español y en portugués. Fue nominado en 2012 en Uruguay a los Premios Graffiti como mejor disco infantil y en Brasil, también como mejor disco infantil y como mejor proyecto gráfico a los Prêmios Açorianos de Música 2012. El disco fue convertido luego en un espectáculo para teatro, que fue exhibido entre 2012 y 2013. A partir de 2012 comenzó un intercambio autoral con la argentina Teresa Parodi, que traería como consecuencias el espectáculo Cosido a mano y a medida en 2012 y el disco Y qué más en 2013. Se presentaron juntas en el Festival de Cosquín en 2013.

#### Soy otray fin a la trilogía original

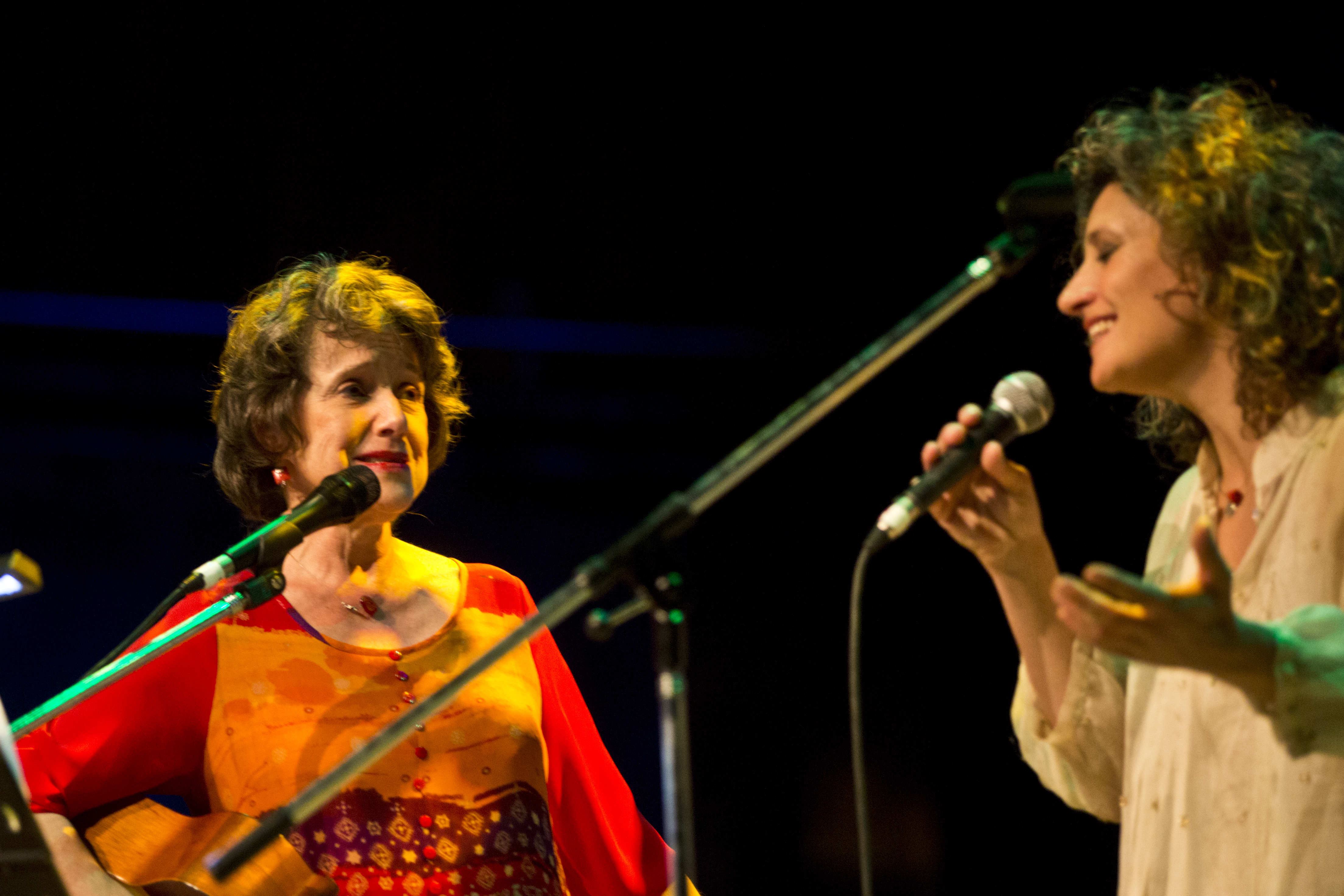
Ana Prada y Cecilia Todd en 2015.

En 2013 es editado, a través del sello discográfico Montevideo Music Group, su tercer disco solista: Soy otra. A diferencia de los discos anteriores, más rioplatenses en lo musical, este tiene influencias del folclore de toda América Latina y aumenta drásticamente en canciones de sonido más "artificial". Según se puede leer en el librillo que acompaña el CD: «Con este disco se cierra una trilogía, la de mis primeros pasos en la igualmente ardua y dichosa tarea de la composición...».
| N° | Track (s)=sencillo                     | Rep. Spotify |
| -- | -------------------------------------- | ------------ |
| 1  | Soy otra                               | 226211       |
| 2  | Dónde vas a ir que más valgas          | 172127       |
| 3  | Sólo un rumor                          | 195660       |
| 4  | Hilo y dedal                           | 288567       |
| 5  | No te podría quitar                    | 137189       |
| 6  | Para decirte que te quiero (con Queyi) | 223659       |
| 7  | La entalladita                         | 195589       |
| 8  | Vuelve a casa                          | 143656       |
| 9  | A su tiempo                            | 119459       |
| 10 | Otra pecadora sola                     | 132463       |

Uno de los golpes más importantes para la artista en esta época fue el fallecimiento de su madre, lo que fue compensado por el nacimiento de su hijo. Ambos acontecimientos limitaron su carrera de cantante por lo que seguía de esa década. Otro aspecto que la llevó al hiatus fueron las críticas de los oyentes, mayoritariamente de su área natal debido a haberse declarado lesbiana y tener un matrimonio con una mujer. Lo que volvió aún más polémica la situación, fue que cantara el jingle político de la campaña presidencial de Tabaré Vázquez junto con otros artistas conocidos uruguayos en 2014.

#### Retiro de la música y su retorno con "No"
Participó en el disco "8 para el 8M", de cantautoras independientes uruguayas en conmemoración del día de la mujer.
Tras años inactiva en la música, habiéndose divorciado, refugiándose en una chacra en el campo de Canelones y privada de ver a su padre de 80 años, contrajo problemas con la depresión y el alcohol nuevamente, confesando que se sintió rescatada por sus primos y su amiga Natalia Oreiro, con los que colaboraría en su último álbum hasta la fecha. Pedro Alemany, que a la postre se volvería productor artístico del álbum, fue el que le dio la iniciativa a la cantante de volver, diciéndole: «Hace pila que no sacás un disco. Vamo' arriba, vamos a hacerlo, ¿Qué canciones tenés?». 

A pesar de su separación, siguió hablándose con su exesposa y esta la ayudó a escribir las canciones, por ejemplo, es responsable de la letra de "No hay verdades", cantada a dueto con Natalia Oreiro.

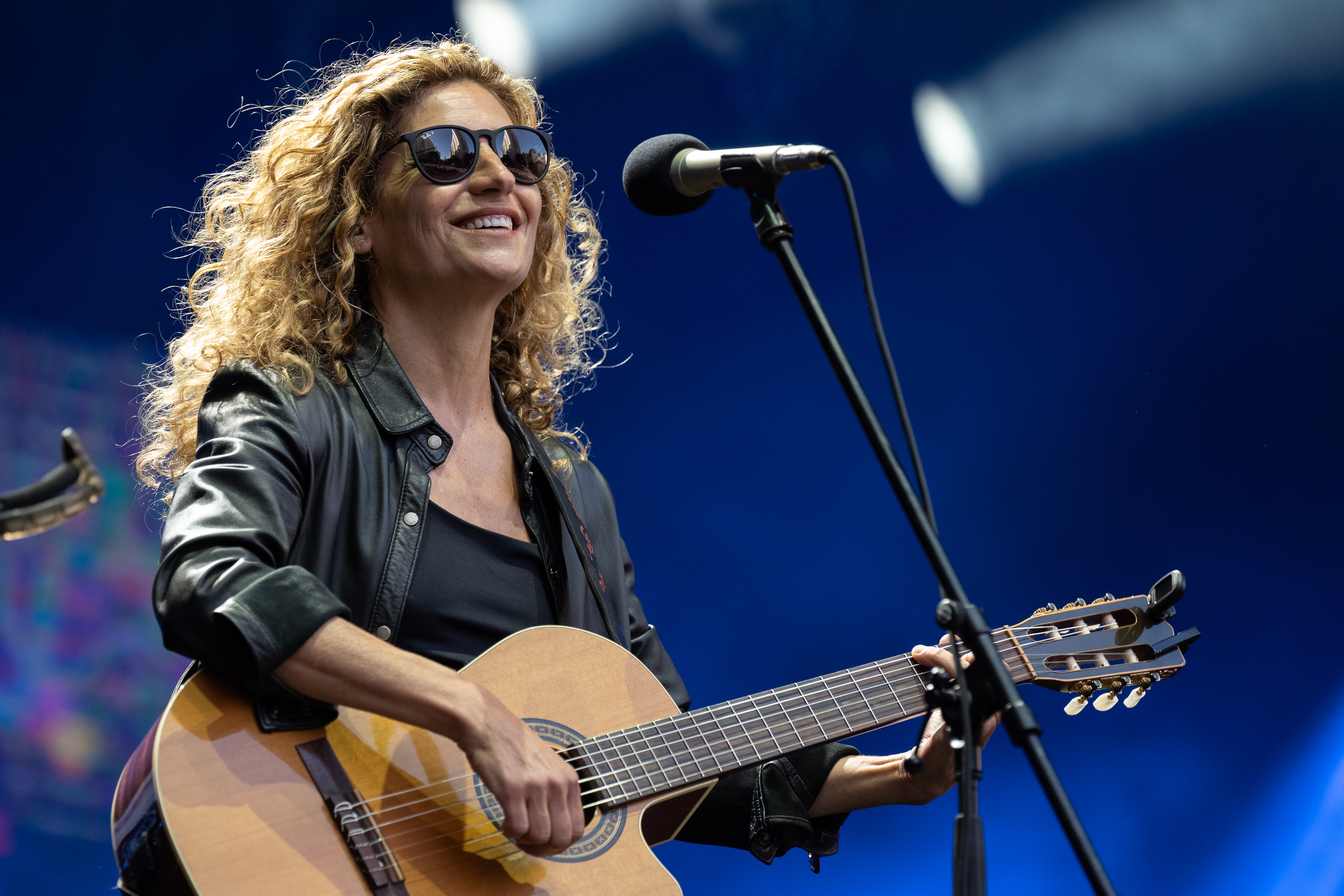
Ana Prada en 2024

En cuanto al nombre del disco, representa la tristeza marcada en las canciones, siendo estas unas de las más deprimentes de su carrera. Explicado por la propia autora: «Le pusimos No, porque fue una etapa de muchos 'no'. Todas las canciones empiezan con la palabra 'no'. No fue buscado. Me di cuenta después. Me dije: 'ah, esto es como la tendencia del disco'. Re anti-marketing, pero me pareció interesante porque el 'no' es una palabra muy potente. Es lo primero que implementamos para delimitar nuestra propia personalidad, para defendernos de lo que no queremos, de lo que ya no nos gusta, de lo que no nos hace bien. También es como un basta. Basta de maltrato, basta de destruir el planeta, de destruirnos, basta de odiarnos como seres humanos, basta de tantas cosas».
El disco tiene un repertorio considerablemente más reducido que sus trabajos anteriores ya que según ella era correcto teniendo la sociedad cada vez menos capacidad de atención.
| N° | Track (s)=sencillo                       | Rep. Spotify |
| -- | ---------------------------------------- | ------------ |
| 1  | Todo es poco                             | 90365        |
| 2  | Podría ser (s)                           | 303895       |
| 3  | Palabras de amor (con Jorge Drexler) (s) | 270123       |
| 4  | Me haces falta                           | 65870        |
| 5  | No hay verdades (con Natalia Oreiro) (s) | 196060       |
| 6  | Soy corteza (s)                          | 130407       |
| 7  | A la deriva                              | 76713        |
| 8  | No es hoy                                | 41740        |

El disco no logró el éxito de sus producciones anteriores, según la cantante, el hecho de que los álbumes ya no sean en físico lo hace más difícil, pero contó con algún videoclip y bastante promoción en las redes sociales.
Para la celebración de los 300 años de Montevideo, el gobierno departamental elaboró varios escenarios alrededor del centro de la ciudad, donde fue cantante invitada.

## Vida personal
Prada fue pareja de Patricia Kramer durante varios años, etapa en la que fueron madres de un hijo gestado por Kramer.

## Discografía

### Con el cuarteto vocal La Otra
| N° | Título                               | Título         | Fecha de publicación | Sello discográfico     | Duración |
| -- | ------------------------------------ | -------------- | -------------------- | ---------------------- | -------- |
| 1  |                                      | La Otra        | 2001                 | Independiente          |          |
| 2  |                                      | Dos            | 1 de octubre de 2005 | Independiente          | 40:58    |
| -  |                                      | Primeros aires | 2012                 | Montevideo Music Group | 1h 11m   |
| -  | 15 de diciembre de 2013 (registrado) | Primeros aires |                      | Montevideo Music Group | 1h 11m   |

Primeros aires fue una reedición de sus dos únicos álbumes de estudio.

### Álbumes de estudio como solista
| N° | Título                                          | Título       | Fecha de publicación     | Sello discográfico                                       | Código de producción | Duración | Reproducciones en Spotify |
| -- | ----------------------------------------------- | ------------ | ------------------------ | -------------------------------------------------------- | -------------------- | -------- | ------------------------- |
| 1  |                                                 | Soy sola     | 1 de septiembre de 2006  | Independiente para Uruguay                               | -                    | 45:20    | 5 480 822                 |
| 1  | Los Años Luz Discos (reedición) para Uruguay    | Soy sola     | 1 de septiembre de 2006  | LAL 048                                                  |                      | 45:20    | 5 480 822                 |
| 1  | Factoría Autor, Los Años Luz Discos para España | Soy sola     | 1 de septiembre de 2006  | SA01459, LAL 048                                         |                      | 45:20    | 5 480 822                 |
| 1  | RGS Music, Los Años Luz Discos para Argentina   | Soy sola     | 1 de septiembre de 2006  | 1756-2                                                   |                      | 45:20    | 5 480 822                 |
| 2  |                                                 | Soy pecadora | 3 de diciembre de 2009   | Los Años Luz Discos, Montevideo Music Group para Uruguay | 4601-2               | 45:07    | 14 197 139                |
| 2  | 2010 (formato físico)                           | Soy pecadora |                          | Los Años Luz Discos, Montevideo Music Group para Uruguay | 4601-2               | 45:07    | 14 197 139                |
| 2  | RGS Music, Los Años Luz Discos para Argentina   | Soy pecadora | 1787-2                   |                                                          |                      | 45:07    | 14 197 139                |
| 3  |                                                 | Soy otra     | 15 de diciembre de 2013  | DBN, Montevideo Music Group, Alegría Plc para UY y AR    | 52238                | 37:01    | 1 834 080                 |
| 4  |                                                 | No           | 16 de septiembre de 2022 | Montevideo Music Group                                   | -                    | 28:17    | 1 175 173                 |

### Recopilatorios
| N° | Título | Título                  | Fecha de publicación | Sello discográfico     | Códigos de producción        | Duración          |
| -- | ------ | ----------------------- | -------------------- | ---------------------- | ---------------------------- | ----------------- |
| 1  |        | Soy Yo no tengo soledad | 7 de julio de 2011   | Montevideo Music Group | 60524, 5158-2, 60525, 321505 | 49:12 o más en CD |

Fue una reedición de Soy sola, que incluye la canción "Nos vamos de campamento". En formato físico traía un segundo disco con el álbum Soy Pecadora y un tercero que fusionaba la lista de canciones de ambos de manera aleatoria.

### Álbumes en vivo
| N° | Título | Título          | Fecha de publicación | Sello discográfico | Duración |
| -- | ------ | --------------- | -------------------- | ------------------ | -------- |
| 1  |        | Autores en vivo | 31 de julio de 2010  | AGADU              | 54:00    |

### Otros discos en conjunto
- Queremos un carril bici (con Queyi, 2011, independiente)
- Y qué más (con Teresa Parodi, 2013, Sony Music)
- A ustedes (en vivo con XQuinas, 2016)
- 8 para el 8M (2021, independiente)
- Dulces pecadoras (en vivo con Samantha Navarro y La Dulce, 2025)

## Videografía
| Título                       | Fecha | Fecha | Fecha | Álbum           | Vistas  |
| ---------------------------- | ----- | ----- | ----- | --------------- | ------- |
| Soy Pecadora                 | 4     | jun   | 2010  | Soy pecadora    | 793000  |
| Tu vestido (en vivo)         | 31    | jul   | 2010  | Autores en vivo | 1200000 |
| Da buena suerte (en vivo)    | 31    | jul   | 2010  | Autores en vivo | 16000   |
| Adiós                        | 9     | mar   | 2012  | Soy pecadora    | 6000    |
| Escobita de Arrayán          | 27    | dic   | 2016  | Ninguno         | 137000  |
| Otras maneras                | 11    | abr   | 2021  | Ninguno         | 12000   |
| No hay verdades c/ N. Oreiro | 10    | sep   | 2022  | No              | 96000   |
| Nube (por Lalo Aguilar)      | 26    | abr   | 2024  | Ninguno         | 2000    |